# Hoya hypolasia
Hoya hypolasia är en oleanderväxtart som beskrevs av Rudolf Schlechter. Hoya hypolasia ingår i släktet Hoya och familjen oleanderväxter. Inga underarter finns listade i Catalogue of Life.